# Cecil Frank Powell

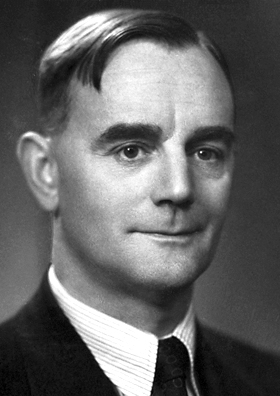
Cecil Frank Powell

Cecil Frank Powell (5 tháng 12 năm 1903 – 9 tháng 8 năm 1969) là một nhà vật lý Anh. Ông đã được trao giải Nobel Vật lý năm 1950 cho "Phát triển phương pháp chụp ảnh hạt nhân để nghiên cứu hạt nhân và các nghiên cứu về hạt meson thu được từ phương pháp này".
Powell sinh ra ở Tonbridge, Kent, Anh. Ông là con trai của một người thợ súng địa phương và học tại một trường tiểu học địa phương trước khi được một học bổng cho các trường học Judd, Tonbridge. Sau này ông theo học Sidney Sussex College, Cambridge, tốt nghiệp vào năm 1925 ngành khoa học tự nhiên. Sau khi hoàn thành bằng cử nhân, ông làm việc tại Phòng thí nghiệm Cavendish, Cambridge, theo CTR Wilson và Lord Rutherford, tiến hành nghiên cứu các hiện tượng ngưng tụ, và đạt được bằng tiến sĩ của mình Vật lý vào năm 1927.